# ゲゲゲの鬼太郎 (PlayStation)
『ゲゲゲの鬼太郎』（ゲゲゲのきたろう）は、バンダイより発売されたPlayStation用のゲームソフト。
水木しげる原作の『ゲゲゲの鬼太郎』を原作としたキャラクターゲームである。

## 解説
主人公は鬼太郎ではなく、怪奇事件に巻き込まれた一般人が主人公としているのが特徴。そのため、原作の妖怪バトルではなく、怪談的ホラーがテーマとなっている。収録されたシナリオは学校編、ゲゲゲの森編、肉人形編の3つだがそれぞれの主人公は別人で、鬼太郎は主人公を助ける脇役となっている。
ゲームシステムはリアルタイム3Dアドベンチャーを採用。登場キャラクターはすべてポリゴンで描写されている。
他の『ゲゲゲの鬼太郎』関係のアイテムと区別するためにネット上のファンの記事や中古ゲームショップの商品リストでは「ゲゲゲの鬼太郎 呪いの肉人形館」と表記されることもあるが非公式の通称であり、サブタイトルがない『ゲゲゲの鬼太郎』が正式タイトルである。

## 登場人物
主要キャラクターは当時放映中だったテレビアニメ版第4期と同じキャストである。
- 鬼太郎（声：松岡洋子）
- 目玉おやじ（声：田の中勇）
- ねずみ男（声：千葉繁）
- 猫娘（声：西村ちなみ）
- 砂かけ婆（声：山本圭子）
- 子泣き爺（声：塩屋浩三）
- ぬりかべ（声：龍田直樹）
- 一反木綿（声：龍田直樹）

<学校編>
- 田中良子（声：山崎和佳奈）

啓子の友人、宿直室に閉じ込められて居るが朧車に操られ化け物にされ、鬼太郎の電気ショックで気絶し朧車と和解し元に戻る。
- 今西先生（声：麻生智久）

朧車に操られ生徒を次々と行方不明にし、鬼太郎の電気ショックで気絶し朧車と和解し元に戻る。ゲーム中に接触するとゲームオーバーになる。
- 鏡爺（声：龍田直樹）

鏡を磨くと姿が現れ過去の時代に行く事が出来る。
- 朧車（声：塩屋浩三）

祠を守っており、建設されるのが嫌で生徒を行方不明にしていた。祠に刀を元に戻すと和解する。
<ゲゲゲの森編>
- 少年（声：桑島法子）

ゲゲゲの森に迷い込んでしまった。
- 正和（声：住友七絵）

少年の友人。
<肉人形編>
- 聖山都（声：山本圭子）

祖母。繭に閉じ込められ助けるも息を引き取る。
- 聖山小百合（声：住友七絵）

姉。肉人形に逆らい、繭に閉じ込められ自力で脱出も、雅人に肉人形の弱点を教え人形にされる。肉人形が倒され元に戻る。
- 聖山妙子（声：桑島法子）

妹。3番目の子なので生贄にされていたが、肉人形が倒され助けられる。
- 市松人形（声：山崎和佳奈）

肉人形の家来。肉人形の犠牲者の成れの果て。
- 肉人形（声：松井摩味／山崎和佳奈）

本来は能面の様な顔を持つ、巨大な肉色の芋虫的な見た目の妖怪。人間を口から吐き出す糸で繭に閉じ込め人形(市松人形)に変えてしまう力を持ち、自身も市松人形になれる。三番目の子を生贄にする。それに逆らった為雅人達を繭に閉じ込め、普段は市松人形になり雅人達を見張って居た。鬼太郎を肉の間に閉じ込め、雅人達が来るのを待ち構え、市松人形の胴体にナイフか釘抜きで刺され鬼太郎の体内電気で倒される。ゲームオリジナルキャラ。